# Луций Постумий Мегел (консул 262 пр.н.е.)
Вижте пояснителната страница за други личности с името Луций Постумий Мегел.
Луций Постумий Мегел (на латински: Lucius Postumius Megellus) e политик на Римската република през Първата пуническа война.
През 262 пр.н.е. Постумий Мегел е избран за консул с Квинт Мамилий Витул. През юни те са изпратени с четири легиона в Сицилия и обсаждат град Агригентум, който е защитаван от един картагенски гарнизон с командир Ханибал Гиско. В началото на 261 пр.н.е. двамата побеждават пристигналата друга картагенска войска със слонове с командир Ханон в битката при Агригентум и завладяват града, плячкосват го и продават всички негови жители в робство. Тази победа не е наградена с триумф, понеже голяма част от картагенската войска успява да избяга, също и Ханибал Гиско с гарнизона му. След това Рим започва да строи флота.